# Eulepidotis bipartita
Eulepidotis bipartita là một loài bướm đêm trong họ Erebidae.